# Manuel Antonio Caro
Pour les articles homonymes, voir Caro.
Manuel Antonio Caro Olavarría, né le 3 juin 1835 et mort le 14 juillet 1903, est un peintre chilien. Il est classé parmi les artistes chiliens les plus appréciés. Fils de Victorino Caro y Cárcamo et d'Asunción de Olavarría y Sierpe, il porte le nom Caro Olavarría. Premier étudiant chilien à fréquenter l'École des Beaux-Arts de Paris, l'œuvre de Caro comprend des portraits et des scènes de la vie quotidienne, et lui a valu de grands honneurs et une reconnaissance internationale.

## Biographie
Né à Ancud dans une famille aisée de la côte centrale du Chili, Caro souhaite d'abord devenir homme d'affaires ; mais au cours d'une longue maladie le confinant au lit, il découvre son intérêt pour les arts visuels. En 1859, à 23 ans, il se rend à Paris à la demande de son père où il se lie d'amitié avec le peintre français Paul Césaire Gariot qui travaille dans le style néoclassique. Gariot le forme à la peinture de portrait, et Caro l'aide à décorer les Tuileries.
En 1865, il est le premier étudiant chilien à fréquenter l'École des Beaux-Arts de Paris,. En 1866, il retourne dans son pays natal et ouvre un studio sur la place près de l'Iglesia de la Matriz (es), à Valparaíso. Parmi ses contemporains se trouvent Pascual Ortega Portales, Antonio Smith (en), Nicolás Guzmán Bustamante (en) et Miguel Campos. Une fois chez lui, il doit faire face à une forte concurrence de la part de ses rivaux, ce qui affecte la reconnaissance de son travail après sa mort.
Caro travaille dans un style académique dans la peinture de portrait, plutôt que dans les styles plus expérimentaux prenant alors pied en Europe. Son sujet implique souvent des scènes de genre de la vie folklorique, des sujets historiques et « costumbrista » (sujets en costume jouant un événement historique), et de la société urbaine du XIXe siècle. L'une de ses peintures célèbres est son œuvre de 1873, La Zamacueca, une scène de danse folklorique colorée qui, pendant un certain temps, a été perdue sous le régime de Pinochet, est devenue une icône de l'identité chilienne. Cette peinture est l'une parmi plusieurs autres qui lui ont valu de grands honneurs au Salon de Paris de 1872 et à l'Exposición del Mercado Central (l'Exposition du Marché Central). Caro expose ses La Chueca Chilena et El Velorio à l'exposition de Santiago de 1872 ; et pour son travail à l'Exposition internationale de 1875 à Santiago, il obtient une grande distinction.
Caro meurt à Valparaíso. Les musées britanniques et allemands possèdent plusieurs de ses œuvres. En 1942, le Musée d'art de Toledo organise une exposition, Art chilien contemporain, qui incluait le travail de Caro, et déclare dans son catalogue d'exposition que La Zamacueca avait été détruite dans un incendie,. Cependant, Caro aurait exécuté deux versions de la peinture, et l'une d'entre elles se trouve maintenant dans la collection de la présidence de la République du Chili,.

## Œuvres
- Museo Histórico Nacional, Santiago, Chili :
  - Portrait de Juan Williams Rebolledo, huile sur toile, 1871
  - L'abdication de O'Higgins, huile sur toile, 1871
- Musée national des Beaux-Arts du Chili, Santiago :
  - Portrait de Ramó Ocampo H, huile sur toile, 1877
  - La Zamacueca, huile sur toile, 1873
  - Portrait de Don Rodrigo Antonio Neves, huile sur toile
  - Portrait de Don Carlos García Huidobro, huile sur toile
  - Portrait d'une Señora, huile sur toile
  - Portrait d'Enrique Terry Martínez, huile sur toile
  - Fille en costume bleu (Niña de traje azul), huile sur carton
- Musée de l'École militaire, Santiago, Chili :
  - Capitán Ricardo Serrano Montaner, huile sur toile
  - Général José Santiago Aldunate, huile sur toile

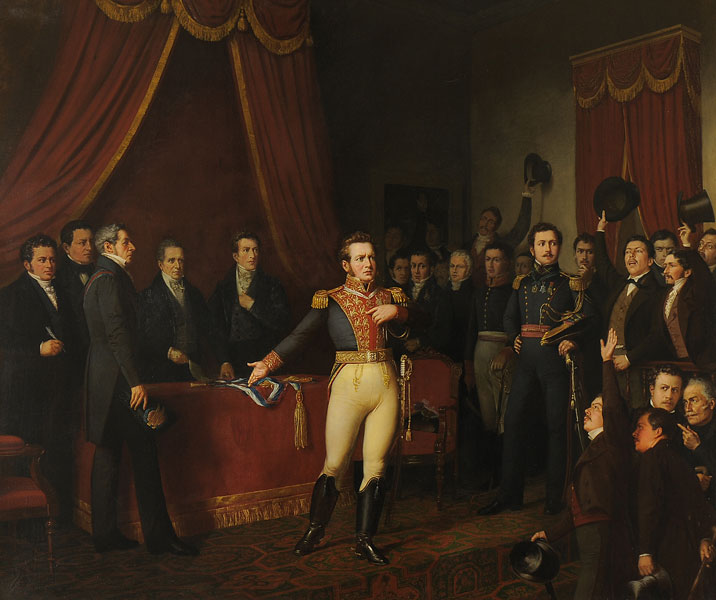
L'abdication de Bernardo O'Higgins (1875)
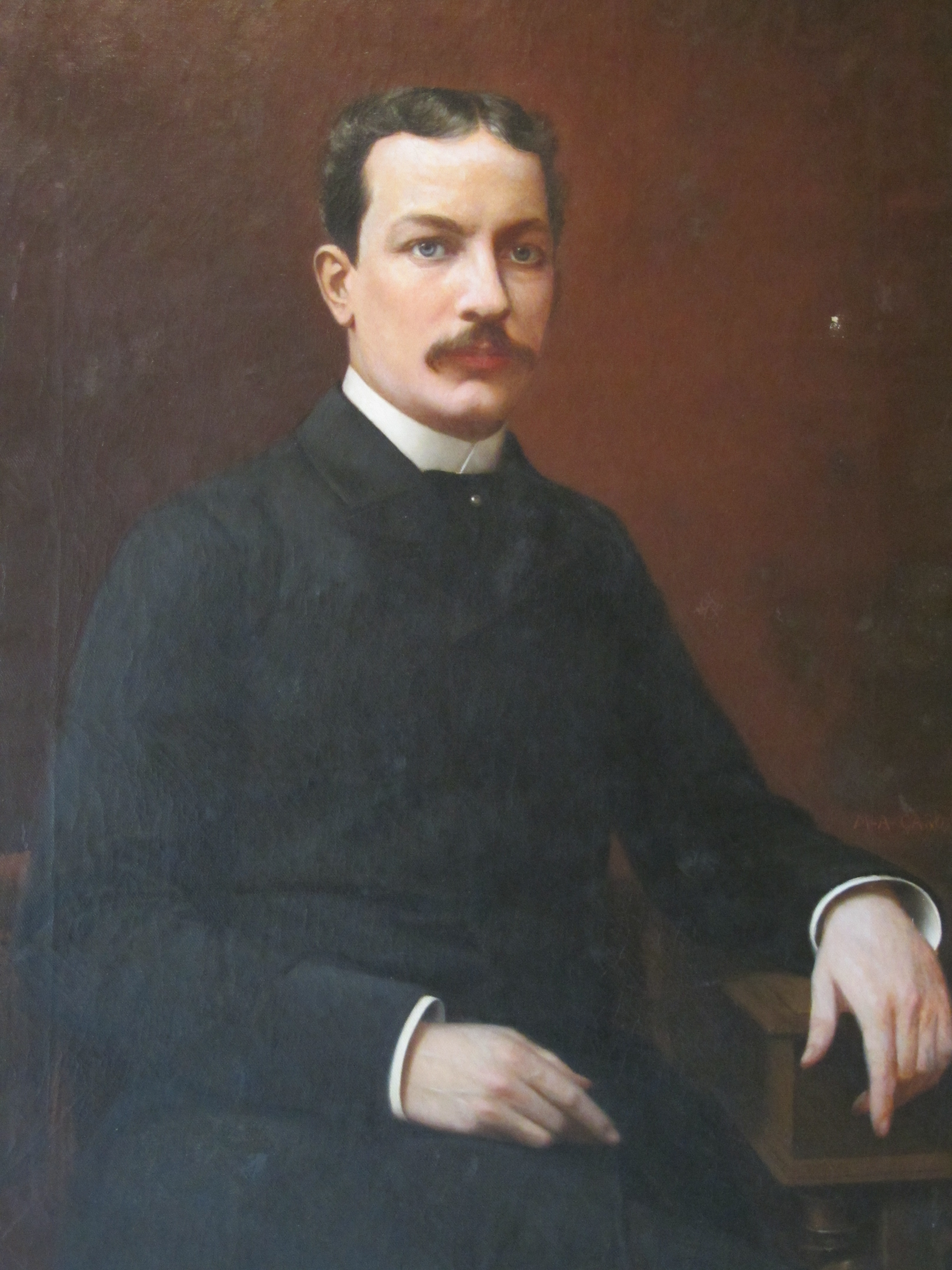
Portrait d'Arturo Edwards Ross
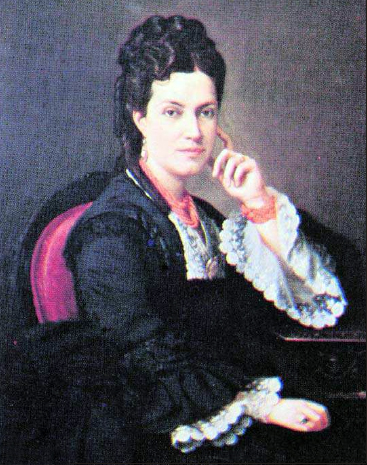
Portrait de Clara Josefina Naegelé Guetot
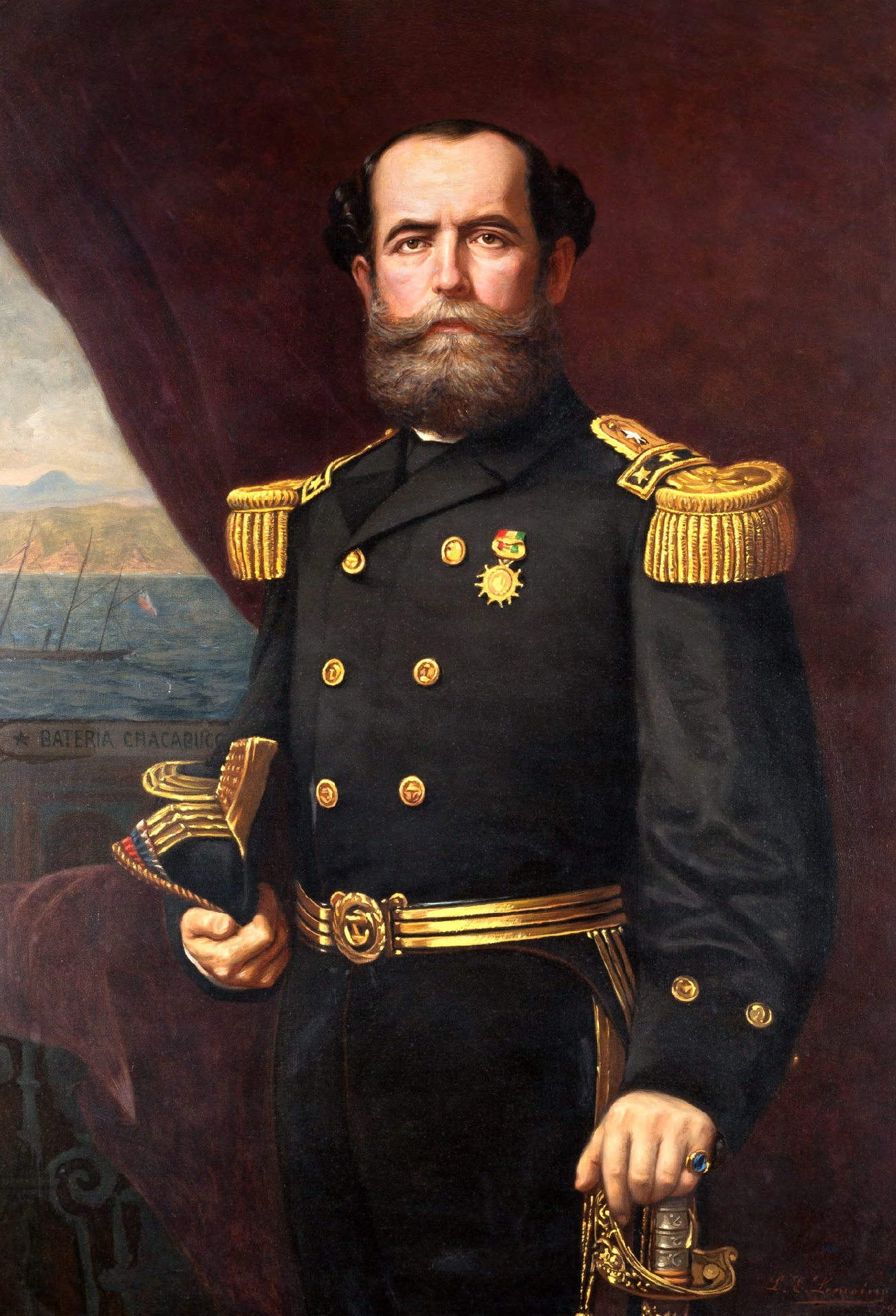
Juan Williams Rebolledo (1871)
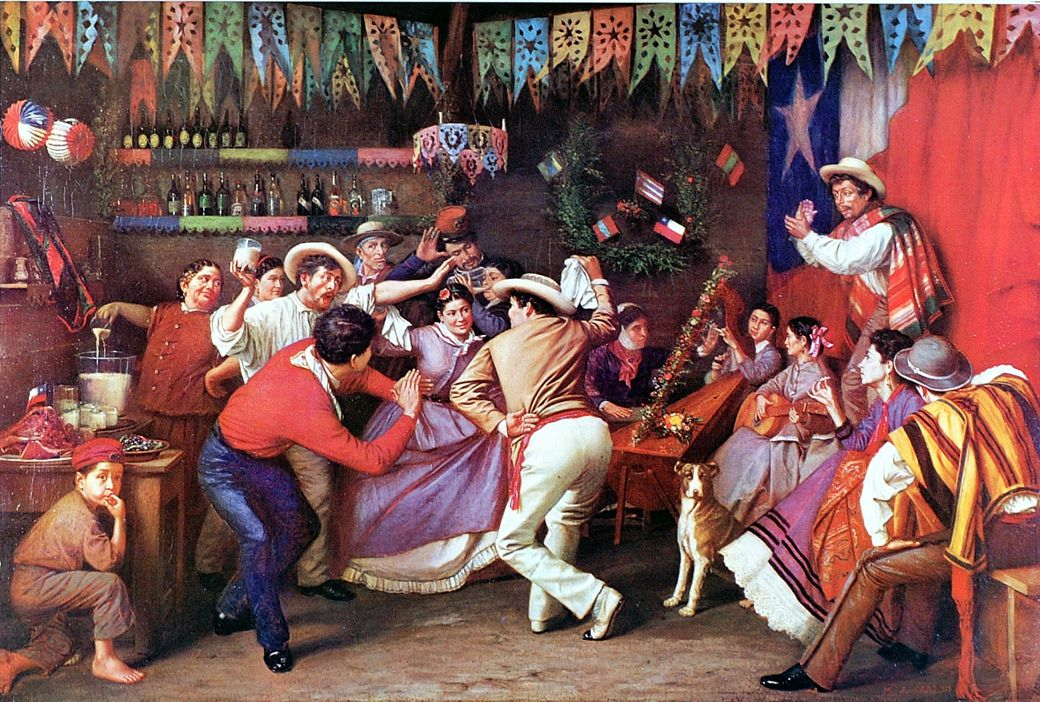
La Zamacueca (1873)